# Омбрјано (Бреша)
Омбрјано је насеље у Италији у округу Бреша, региону Ломбардија.
Према процени из 2011. у насељу је живело 173 становника. Насеље се налази на надморској висини од 879 м.